# Playoffs NBA 1986
Los Playoffs de la NBA de 1986 fueron el torneo final de la temporada 1985-86 de la NBA. Concluyó con la victoria de Boston Celtics, campeón de la Conferencia Este, sobre Houston Rockets, campeón de la Conferencia Oeste, por 4 a 2.
El MVP de las Finales fue Larry Bird, de los Celtics, suponiendo este su segundo galardón.
Con este título los Celtics conseguían el que sería su decimosexto campeonato. Sería la segunda vez que los de Boston se enfrentaban a Houston Rockets en las Finales, la primera vez fue en los Playoffs de 1981, con resultado idéntico. Además iba a suponer el tercer título consecutivo de cuatro de la Conferencia Este. Los Rockets, mientras tanto ganaban su segundo título de conferencia en la historia de la franquicia.
Durante su segundo año, Michael Jordan de Chicago Bulls consiguió anotar 63 puntos ante los Celtics en la primera ronda, este dato actualmente permanece como récord en toda la historia de los playoffs de la NBA. Jordan promedió 43.7 puntos por partido en las series, pero no fue capaz de evitar que los Bulls fuesen barridos por un equipo con más experiencia y talento, considerado uno de los mejores equipos de todos los tiempos. Los Bulls llegaban con una extraña marca, el segundo peor récord de un equipo que conseguía clasificarse para playoffs, con un balance de 30-52 durante la temporada.
Los playoffs de 1986 marcaron la tercera vez en cuatro años en la que Milwaukee Bucks avanzaban hasta las Finales de la Conferencia Este, pero esta sería su última aparición hasta las series de 2001.

## Clasificación de la temporada regular

### Conferencia Este
Boston Celtics con el mejor balance del este tuvo la ventaja de campo durante todos los playoffs, factor que les facilitó llevarse su decimosexto trofeo.
A continuación se muestran la lista de los equipos clasificados en la Conferencia Este:
1. Boston Celtics
2. Milwaukee Bucks
3. Philadelphia 76ers
4. Atlanta Hawks
5. Detroit Pistons
6. Washington Bullets
7. New Jersey Nets
8. Chicago Bulls

### Conferencia Oeste
Lakers con el mejor récord de su conferencia fueron eliminados en las Finales de Conferencia.
A continuación se muestran la lista de los equipos clasificados en la Conferencia Oeste:
1. Houston Rockets
2. Los Angeles Lakers
3. Denver Nuggets
4. Dallas Mavericks
5. Utah Jazz
6. Portland Trail Blazers
7. Sacramento Kings
8. San Antonio Spurs

## Cuadro de Enfrentamientos
|  | Primera Ronda     | Primera Ronda | Primera Ronda |   |              | Semifinales de Conferencia | Semifinales de Conferencia | Semifinales de Conferencia |  |    | Finales de Conferencia | Finales de Conferencia | Finales de Conferencia |  |    | Finales NBA | Finales NBA | Finales NBA |
|  |                   |               |               |   |              |                            |                            |                            |  |    |                        |                        |                        |  |    |             |             |             |
|  | E1                | Boston*       | 3             |   |              |                            |                            |                            |  |    |                        |                        |                        |  |    |             |             |             |
|  | E8                | Chicago       | 0             |   |              |                            |                            |                            |  |    |                        |                        |                        |  |    |             |             |             |
|  | E8                | Chicago       | 0             |   | E1           | Boston*                    | 4                          |                            |  |    |                        |                        |                        |  |    |             |             |             |
|  |                   |               |               |   | E1           | Boston*                    | 4                          |                            |  |    |                        |                        |                        |  |    |             |             |             |
|  |                   | E4            | Atlanta       | 1 |              |                            |                            |                            |  |    |                        |                        |                        |  |    |             |             |             |
|  | E4                | E4            | Atlanta       | 1 | Atlanta      | 3                          |                            |                            |  |    |                        |                        |                        |  |    |             |             |             |
|  | E4                |               |               |   | Atlanta      | 3                          |                            |                            |  |    |                        |                        |                        |  |    |             |             |             |
|  | E5                | Detroit       | 1             |   |              |                            |                            |                            |  |    |                        |                        |                        |  |    |             |             |             |
|  | E5                | Detroit       | 1             |   |              |                            |                            |                            |  | E1 | Boston*                | 4                      |                        |  |    |             |             |             |
|  | Conferencia Oeste |               |               |   |              |                            |                            |                            |  | E1 | Boston*                | 4                      |                        |  |    |             |             |             |
|  |                   | E2            | Milwaukee*    | 0 |              |                            |                            |                            |  |    |                        |                        |                        |  |    |             |             |             |
|  | E3                | E2            | Milwaukee*    | 0 | Philadelphia | 3                          |                            |                            |  |    |                        |                        |                        |  |    |             |             |             |
|  | E3                |               |               |   | Philadelphia | 3                          |                            |                            |  |    |                        |                        |                        |  |    |             |             |             |
|  | E6                | Washington    | 2             |   |              |                            |                            |                            |  |    |                        |                        |                        |  |    |             |             |             |
|  | E6                | Washington    | 2             |   | E3           | Philadelphia               | 3                          |                            |  |    |                        |                        |                        |  |    |             |             |             |
|  |                   |               |               |   | E3           | Philadelphia               | 3                          |                            |  |    |                        |                        |                        |  |    |             |             |             |
|  |                   | E2            | Milwaukee*    | 4 |              |                            |                            |                            |  |    |                        |                        |                        |  |    |             |             |             |
|  | E2                | E2            | Milwaukee*    | 4 | Milwaukee*   | 3                          |                            |                            |  |    |                        |                        |                        |  |    |             |             |             |
|  | E2                |               |               |   | Milwaukee*   | 3                          |                            |                            |  |    |                        |                        |                        |  |    |             |             |             |
|  | E7                | New Jersey    | 0             |   |              |                            |                            |                            |  |    |                        |                        |                        |  |    |             |             |             |
|  | E7                | New Jersey    | 0             |   |              |                            |                            |                            |  |    |                        |                        |                        |  | E1 | Boston*     | 4           |             |
|  |                   |               |               |   |              |                            |                            |                            |  |    |                        |                        |                        |  | E1 | Boston*     | 4           |             |
|  |                   | O2            | Houston*      | 2 |              |                            |                            |                            |  |    |                        |                        |                        |  |    |             |             |             |
|  | O1                | O2            | Houston*      | 2 | LA Lakers*   | 3                          |                            |                            |  |    |                        |                        |                        |  |    |             |             |             |
|  | O1                |               |               |   | LA Lakers*   | 3                          |                            |                            |  |    |                        |                        |                        |  |    |             |             |             |
|  | O8                | San Antonio   | 0             |   |              |                            |                            |                            |  |    |                        |                        |                        |  |    |             |             |             |
|  | O8                | San Antonio   | 0             |   | O1           | LA Lakers*                 | 4                          |                            |  |    |                        |                        |                        |  |    |             |             |             |
|  |                   |               |               |   | O1           | LA Lakers*                 | 4                          |                            |  |    |                        |                        |                        |  |    |             |             |             |
|  |                   | O4            | Dallas        | 2 |              |                            |                            |                            |  |    |                        |                        |                        |  |    |             |             |             |
|  | O4                | O4            | Dallas        | 2 | Dallas       | 3                          |                            |                            |  |    |                        |                        |                        |  |    |             |             |             |
|  | O4                |               |               |   | Dallas       | 3                          |                            |                            |  |    |                        |                        |                        |  |    |             |             |             |
|  | O5                | Utah          | 1             |   |              |                            |                            |                            |  |    |                        |                        |                        |  |    |             |             |             |
|  | O5                | Utah          | 1             |   |              |                            |                            |                            |  | O1 | LA Lakers*             | 1                      |                        |  |    |             |             |             |
|  | Conferencia Este  |               |               |   |              |                            |                            |                            |  | O1 | LA Lakers*             | 1                      |                        |  |    |             |             |             |
|  |                   | O2            | Houston*      | 4 |              |                            |                            |                            |  |    |                        |                        |                        |  |    |             |             |             |
|  | O3                | O2            | Houston*      | 4 | Denver       | 3                          |                            |                            |  |    |                        |                        |                        |  |    |             |             |             |
|  | O3                |               |               |   | Denver       | 3                          |                            |                            |  |    |                        |                        |                        |  |    |             |             |             |
|  | O6                | Portland      | 1             |   |              |                            |                            |                            |  |    |                        |                        |                        |  |    |             |             |             |
|  | O6                | Portland      | 1             |   | O3           | Denver                     | 2                          |                            |  |    |                        |                        |                        |  |    |             |             |             |
|  |                   |               |               |   | O3           | Denver                     | 2                          |                            |  |    |                        |                        |                        |  |    |             |             |             |
|  |                   | O2            | Houston*      | 4 |              |                            |                            |                            |  |    |                        |                        |                        |  |    |             |             |             |
|  | O2                | O2            | Houston*      | 4 | Houston*     | 3                          |                            |                            |  |    |                        |                        |                        |  |    |             |             |             |
|  | O2                |               |               |   | Houston*     | 3                          |                            |                            |  |    |                        |                        |                        |  |    |             |             |             |
|  | O7                | Sacramento    | 0             |   |              |                            |                            |                            |  |    |                        |                        |                        |  |    |             |             |             |

## Primera ronda

### Primera Ronda Conferencia Este

#### (1)Boston Celticsvs. (8)Chicago Bulls
| 17 de abril                   | Chicago Bulls                                                       | 104–123              | Boston Celtics                                                | |  |  |
|                               | Parciales: 35–27, 24–34, 25–33, 20–29                               |                      |                                                               | |  |  |
|                               | Estadísticas Michael Jordan 49 Charles Oakley 10 Macy, Paxson 4 c/u | Reporte Pts Reb Asts | Estadísticas Larry Bird 30 McHale, Parish 10 c/u Larry Bird 8 | Pabellón: Boston Garden, Boston, Massachusetts Asistencia: 14 890 espectadores Árbitros: Jack Madden, Paul Mihalak |  |  |
| Boston lidera las series, 1–0 |                                                                     |                      |                                                               | |  |  |
|                               |                                                                     |                      |                                                               | |  |  |

| 20 de abril                   | Chicago Bulls                                                     | 131–135              | Boston Celtics                                                       | |  |  |
|                               | Parciales: 33–25, 25–26, 33–37, 25–28 (T.E.: 9–9, 6–10)           |                      |                                                                      | |  |  |
|                               | Estadísticas Michael Jordan 63 Charles Oakley 14 Michael Jordan 6 | Reporte Pts Reb Asts | Estadísticas Larry Bird 36 McHale, Walton 15 c/u Bird, Johnson 8 c/u | Pabellón: Boston Garden, Boston, Massachusetts Asistencia: 14 890 espectadores Árbitros: Jake O'Donnell, Ed Middleton, Jack Nies |  |  |
| Boston lidera las series, 2–0 |                                                                   |                      |                                                                      | |  |  |
|                               |                                                                   |                      |                                                                      | |  |  |

- Michael Jordan anotó los tiros libres que empataron el partido cuando no quedaba tiempo en el tiempo reglamentario para forzar la primera prórroga; Danny Ainge anotó la bandeja que empató el partido cuando quedaban 12 segundos en el primer tiempo extra para forzar el segundo tiempo extra.
- Los 63 puntos de Michael Jordan es récord de los playoffs de la NBA, este fue el último partido en la liga para George Gervin.

| 22 de abril                 | Boston Celtics                                          | 122–104              | Chicago Bulls                                                | |  |  |
|                             | Parciales: 33–23, 33–29, 33–19, 23–33                   |                      |                                                              | |  |  |
|                             | Estadísticas Kevin McHale 31 Bill Walton 9 Larry Bird 8 | Reporte Pts Reb Asts | Estadísticas John Paxson 23 Dave Corzine 15 Michael Jordan 9 | Pabellón: Chicago Stadium, Chicago, Illinois Asistencia: 18 968 espectadores Árbitros: Lee Jones, Ed Rush |  |  |
| Boston gana las series, 3–0 |                                                         |                      |                                                              | |  |  |
|                             |                                                         |                      |                                                              | |  |  |

| 15 de diciembre de 1985 | Chicago Bulls | 104–109 | Boston Celtics |                                 |  |
|                         |               |         |                |                                 |  |
|                         |               | Reporte |                | Pabellón: Boston Garden, Boston |  |

| 17 de diciembre de 1985 | Boston Celtics | 108–116 | Chicago Bulls |                                    |  |
|                         |                |         |               |                                    |  |
|                         |                | Reporte |               | Pabellón: Chicago Stadium, Chicago |  |

| 30 de enero de 1986 | Boston Celtics | 101–91  | Chicago Bulls |                                    |  |
|                     |                |         |               |                                    |  |
|                     |                | Reporte |               | Pabellón: Chicago Stadium, Chicago |  |

| 4 de marzo de 1986 | Boston Celtics | 106–94  | Chicago Bulls |                                    |  |
|                    |                |         |               |                                    |  |
|                    |                | Reporte |               | Pabellón: Chicago Stadium, Chicago |  |

| 5 de marzo de 1986 | Chicago Bulls | 97–108  | Boston Celtics |                                 |  |
|                    |               |         |                |                                 |  |
|                    |               | Reporte |                | Pabellón: Boston Garden, Boston |  |

| 21 de marzo de 1986 | Chicago Bulls | 105–126 | Boston Celtics |                                 |  |
|                     |               |         |                |                                 |  |
|                     |               | Reporte |                | Pabellón: Boston Garden, Boston |  |

Este fue el segundo encuentro de playoffs entre estos dos equipos, con los Celtics ganando el primer encuentro.
| \| 1981 \| Boston Celtics \| 4–0 \| Chicago Bulls \| \| \| \| \| \| \| \| \| \| \| \| \| Pabellón: 1981 Eastern Conference Semifinals \| |                |     |               |                                              |
| 1981 | Boston Celtics | 4–0 | Chicago Bulls |                                              |
| |                |     |               |                                              |
| |                |     |               | Pabellón: 1981 Eastern Conference Semifinals |

#### (2)Milwaukee Bucksvs. (7)New Jersey Nets
| 18 de abril                      | New Jersey Nets                                                     | 107–119              | Milwaukee Bucks                                              | |  |  |
|                                  | Parciales: 29–34, 29–24, 26–28, 23–33                               |                      |                                                              | |  |  |
|                                  | Estadísticas Buck Williams 27 Buck Williams 14 Birdsong, Cook 7 c/u | Reporte Pts Reb Asts | Estadísticas Craig Hodges 25 Alton Lister 10 Paul Pressey 10 | Pabellón: MECCA Arena, Milwaukee, Wisconsin Asistencia: 11 052 espectadores Árbitros: Earl Strom, Hue Hollins |  |  |
| Milwaukee lidera las series, 1–0 |                                                                     |                      |                                                              | |  |  |
|                                  |                                                                     |                      |                                                              | |  |  |

| 20 de abril                      | New Jersey Nets                                            | 97–111               | Milwaukee Bucks                                                | |  |  |
|                                  | Parciales: 23–26, 23–23, 25–36, 26–26                      |                      |                                                                | |  |  |
|                                  | Estadísticas Mike Gminski 28 Mike Gminski 13 Darwin Cook 7 | Reporte Pts Reb Asts | Estadísticas Terry Cummings 28 Terry Cummings 7 Paul Pressey 7 | Pabellón: MECCA Arena, Milwaukee, Wisconsin Asistencia: 11 052 espectadores Árbitros: Darrell Garretson, Dick Bavetta |  |  |
| Milwaukee lidera las series, 2–0 |                                                            |                      |                                                                | |  |  |
|                                  |                                                            |                      |                                                                | |  |  |

| 22 de abril                    | Milwaukee Bucks                                                    | 118–113              | New Jersey Nets                                                | |  |  |
|                                | Parciales: 24–36, 31–37, 36–22, 27–18                              |                      |                                                                | |  |  |
|                                | Estadísticas Terry Cummings 23 Terry Cummings 11 Sidney Moncrief 5 | Reporte Pts Reb Asts | Estadísticas Otis Birdsong 28 Buck Williams 10 Kelvin Ransey 4 | Pabellón: Brendan Byrne Arena, East Rutherford, New Jersey Asistencia: 7784 espectadores Árbitros: Hugh Evans, Ed Middleton, Dick Bavetta |  |  |
| Milwaukee gana las series, 3–0 |                                                                    |                      |                                                                | |  |  |
|                                |                                                                    |                      |                                                                | |  |  |

| 2 de noviembre de 1985 | New Jersey Nets | 113–136 | Milwaukee Bucks |                                  |  |
|                        |                 |         |                 |                                  |  |
|                        |                 | Reporte |                 | Pabellón: MECCA Arena, Milwaukee |  |

| 9 de noviembre de 1985 | Milwaukee Bucks | 123–126 | New Jersey Nets |                                                            |  |
|                        |                 |         |                 |                                                            |  |
|                        |                 | Reporte |                 | Pabellón: Brendan Byrne Arena, East Rutherford, New Jersey |  |

| 8 de enero de 1986 | Milwaukee Bucks | 99–106  | New Jersey Nets |                                                            |  |
|                    |                 |         |                 |                                                            |  |
|                    |                 | Reporte |                 | Pabellón: Brendan Byrne Arena, East Rutherford, New Jersey |  |

| 15 de febrero de 1986 | New Jersey Nets | 94–112  | Milwaukee Bucks |                                  |  |
|                       |                 |         |                 |                                  |  |
|                       |                 | Reporte |                 | Pabellón: MECCA Arena, Milwaukee |  |

| 5 de marzo de 1986 | Milwaukee Bucks | 119–106 | New Jersey Nets |                                                            |  |
|                    |                 |         |                 |                                                            |  |
|                    |                 | Reporte |                 | Pabellón: Brendan Byrne Arena, East Rutherford, New Jersey |  |

| 25 de marzo de 1986 | New Jersey Nets | 105–118 | Milwaukee Bucks |                                  |  |
|                     |                 |         |                 |                                  |  |
|                     |                 | Reporte |                 | Pabellón: MECCA Arena, Milwaukee |  |

Este fue el segundo encuentro de playoffs entre estos dos equipos, con los Bucks ganando el primer encuentro.
| \| 1984 \| Milwaukee Bucks \| 4–2 \| New Jersey Nets \| \| \| \| \| \| \| \| \| \| \| \| \| Pabellón: 1984 Eastern Conference Semifinals \| |                 |     |                 |                                              |
| 1984 | Milwaukee Bucks | 4–2 | New Jersey Nets |                                              |
| |                 |     |                 |                                              |
| |                 |     |                 | Pabellón: 1984 Eastern Conference Semifinals |

#### (3)Philadelphia 76ersvs. (6)Washington Bullets
| 18 de abril                       | Washington Bullets                                          | 95–94                | Philadelphia 76ers                                                   | |  |  |
|                                   | Parciales: 25–22, 19–23, 24–25, 27–24                       |                      |                                                                      | |  |  |
|                                   | Estadísticas Jeff Malone 21 Cliff Robinson 8 Gus Williams 7 | Reporte Pts Reb Asts | Estadísticas Charles Barkley 26 Charles Barkley 22 Charles Barkley 9 | Pabellón: Spectrum, Filadelfia, Pensilvania Asistencia: 9,148 espectadores Árbitros: Jack Madden, Ed Middleton |  |  |
| Washington lidera las series, 1–0 |                                                             |                      |                                                                      | |  |  |
|                                   |                                                             |                      |                                                                      | |  |  |

- Dudley Bradley hits the game-winning 3 capping off a rally from 17 points down.

| 20 de abril           | Washington Bullets                                            | 97–102               | Philadelphia 76ers                                                   | |  |  |
|                       | Parciales: 26–22, 23–27, 30–26, 18–27                         |                      |                                                                      | |  |  |
|                       | Estadísticas Jeff Malone 25 Cliff Robinson 11 Gus Williams 12 | Reporte Pts Reb Asts | Estadísticas Charles Barkley 27 Charles Barkley 20 Charles Barkley 6 | Pabellón: Spectrum, Filadelfia, Pensilvania Asistencia: 9057 espectadores Árbitros: Earl Strom, Hue Hollins |  |  |
| Series empatadas, 1–1 |                                                               |                      |                                                                      | |  |  |
|                       |                                                               |                      |                                                                      | |  |  |

| 22 de abril                         | Philadelphia 76ers                                               | 91–86                | Washington Bullets                                                             | |  |  |
|                                     | Parciales: 26–27, 18–26, 22–18, 25–15                            |                      |                                                                                | |  |  |
|                                     | Estadísticas Julius Erving 22 Charles Barkley 14 Julius Erving 6 | Reporte Pts Reb Asts | Estadísticas Gus Williams 28 Bol, Roundfield 10 c/u Williams, Roundfield 4 c/u | Pabellón: Capital Centre, Landover, Maryland Asistencia: 17 137 espectadores Árbitros: Jess Kersey, Mike Mathis |  |  |
| Philadelphia lidera las series, 2–1 |                                                                  |                      |                                                                                | |  |  |
|                                     |                                                                  |                      |                                                                                | |  |  |

| 24 de abril           | Philadelphia 76ers                                                  | 111–116              | Washington Bullets                                         | |  |  |
|                       | Parciales: 31–27, 27–33, 26–31, 27–25                               |                      |                                                            | |  |  |
|                       | Estadísticas Maurice Cheeks 30 Charles Barkley 15 Charles Barkley 7 | Reporte Pts Reb Asts | Estadísticas Cliff Robinson 31 Manute Bol 12 Jeff Ruland 5 | Pabellón: Capital Centre, Landover, Maryland Asistencia: 12 588 espectadores Árbitros: Hugh Evans, Joe Crawford |  |  |
| Series empatadas, 2–2 |                                                                     |                      |                                                            | |  |  |
|                       |                                                                     |                      |                                                            | |  |  |

| 27 de abril                       | Washington Bullets                                              | 109–134              | Philadelphia 76ers                                                   | |  |  |
|                                   | Parciales: 22–40, 30–30, 33–27, 24–37                           |                      |                                                                      | |  |  |
|                                   | Estadísticas Cliff Robinson 30 Cliff Robinson 11 Gus Williams 6 | Reporte Pts Reb Asts | Estadísticas Terry Catledge 27 Charles Barkley 15 Charles Barkley 12 | Pabellón: Spectrum, Filadelfia, Pensilvania Asistencia: 15 162 espectadores Árbitros: Jake O'Donnell, Darrell Garretson |  |  |
| Philadelphia gana las series, 3–2 |                                                                 |                      |                                                                      | |  |  |
|                                   |                                                                 |                      |                                                                      | |  |  |

| 16 de noviembre de 1985 | Philadelphia 76ers | 97–118  | Washington Bullets |                                              |  |
|                         |                    |         |                    |                                              |  |
|                         |                    | Reporte |                    | Pabellón: Capital Centre, Landover, Maryland |  |

| 4 de diciembre de 1985 | Washington Bullets | 110–115 | Philadelphia 76ers |                                |  |
|                        |                    |         |                    |                                |  |
|                        |                    | Reporte |                    | Pabellón: Spectrum, Filadelfia |  |

| 21 de febrero de 1986 | Washington Bullets | 87–97   | Philadelphia 76ers |                                |  |
|                       |                    |         |                    |                                |  |
|                       |                    | Reporte |                    | Pabellón: Spectrum, Filadelfia |  |

| 21 de marzo de 1986 | Washington Bullets | 105–112 | Philadelphia 76ers |                                |  |
|                     |                    |         |                    |                                |  |
|                     |                    | Reporte |                    | Pabellón: Spectrum, Filadelfia |  |

| 24 de marzo de 1986 | Philadelphia 76ers | 93–100  | Washington Bullets |                                    |  |
|                     |                    |         |                    |                                    |  |
|                     |                    | Reporte |                    | Pabellón: Capital Centre, Landover |  |

| 13 de abril de 1986 | Philadelphia 76ers | 97–98   | Washington Bullets |                                              |  |
|                     |                    |         |                    |                                              |  |
|                     |                    | Reporte |                    | Pabellón: Capital Centre, Landover, Maryland |  |

Este fue el cuarto encuentro de playoffs entre estos dos equipos, con los Bullets ganando dos de los primeros tres encuentros.
| 1971 | Philadelphia 76ers | 3–4 | Baltimore Bullets |                                              |
|      |                    |     |                   |                                              |
|      |                    |     |                   | Pabellón: 1971 Eastern Conference Semifinals |

| 1978 | Philadelphia 76ers | 2–4 | Washington Bullets |                                          |
|      |                    |     |                    |                                          |
|      |                    |     |                    | Pabellón: 1978 Eastern Conference Finals |

| 1980 | Philadelphia 76ers | 2–0 | Washington Bullets |                                               |
|      |                    |     |                    |                                               |
|      |                    |     |                    | Pabellón: 1980 Eastern Conference First Round |

| 1985 | Philadelphia 76ers | 3–1 | Washington Bullets |                                               |
|      |                    |     |                    |                                               |
|      |                    |     |                    | Pabellón: 1985 Eastern Conference First Round |

#### (4)Atlanta Hawksvs. (5)Detroit Pistons
| April 17                  | Detroit Pistons                                                | 122–140               | Atlanta Hawks                                                              | |  |  |
|                           | Parciales: 34–30, 27–41, 29–32, 32–37                          |                       |                                                                            | |  |  |
|                           | Estadísticas Bill Laimbeer 26 Bill Laimbeer 17 Isiah Thomas 16 | Boxscore Pts Reb Asts | Estadísticas Dominique Wilkins 28 Rollins, Levingston 8 each Doc Rivers 16 | Pabellón: Omni Coliseum, Atlanta, Georgia Asistencia: 12 538 espectadores Árbitros: Jake O'Donnell, Dick Bavetta |  |  |
| Atlanta leads series, 1–0 |                                                                |                       |                                                                            | |  |  |
|                           |                                                                |                       |                                                                            | |  |  |

| April 19                  | Detroit Pistons                                              | 125–137               | Atlanta Hawks                                              | |  |  |
|                           | Parciales: 34–29, 32–39, 30–33, 29–36                        |                       |                                                            | |  |  |
|                           | Estadísticas Isiah Thomas 36 Bill Laimbeer 12 Isiah Thomas 9 | Boxscore Pts Reb Asts | Estadísticas Randy Wittman 35 Tree Rollins 14 Spud Webb 18 | Pabellón: Omni Coliseum, Atlanta, Georgia Asistencia: 12 964 espectadores Árbitros: Ed Rush, Walter Rooney, Jim Capers |  |  |
| Atlanta leads series, 2–0 |                                                              |                       |                                                            | |  |  |
|                           |                                                              |                       |                                                            | |  |  |

| April 22                  | Atlanta Hawks                                                             | 97–106                | Detroit Pistons                                                 | |  |  |
|                           | Parciales: 24–33, 23–25, 21–26, 29–22                                     |                       |                                                                 | |  |  |
|                           | Estadísticas Dominique Wilkins 21 Wilkins, Levingston 7 each Doc Rivers 8 | Boxscore Pts Reb Asts | Estadísticas Kelly Tripucka 33 Bill Laimbeer 14 Isiah Thomas 11 | Pabellón: Pontiac Silverdome, Pontiac, Míchigan Asistencia: 13 312 espectadores Árbitros: Jack Madden, Joe Crawford |  |  |
| Atlanta leads series, 2–1 |                                                                           |                       |                                                                 | |  |  |
|                           |                                                                           |                       |                                                                 | |  |  |

| April 25                 | Atlanta Hawks                                                | 114–113               | Detroit Pistons                                               | |  |  |
|                          | Parciales: 25–28, 24–18, 24–26, 19–20 (T.E.: 11–11, 11–10)   |                       |                                                               | |  |  |
|                          | Estadísticas Dominique Wilkins 38 Doc Rivers 13 Doc Rivers 9 | Boxscore Pts Reb Asts | Estadísticas Isiah Thomas 30 Bill Laimbeer 13 Isiah Thomas 12 | Pabellón: Pontiac Silverdome, Pontiac, Míchigan Asistencia: 15 288 espectadores Árbitros: Darell Garretson, Jess Kersey |  |  |
| Atlanta wins series, 3–1 |                                                              |                       |                                                               | |  |  |
|                          |                                                              |                       |                                                               | |  |  |

| 15 de noviembre de 1985 | Detroit Pistons | 118–122 | Atlanta Hawks |                             |  |
|                         |                 |         |               |                             |  |
|                         |                 | Reporte |               | Pabellón: The Omni, Atlanta |  |

| 3 de enero de 1986 | Detroit Pistons | 101–111 | Atlanta Hawks |                             |  |
|                    |                 |         |               |                             |  |
|                    |                 | Reporte |               | Pabellón: The Omni, Atlanta |  |

| 9 de enero de 1986 | Atlanta Hawks | 110–99  | Detroit Pistons |                                                 |  |
|                    |               |         |                 |                                                 |  |
|                    |               | Reporte |                 | Pabellón: Pontiac Silverdome, Pontiac, Míchigan |  |

| 29 de enero de 1986 | Atlanta Hawks | 94–107  | Detroit Pistons |                                                 |  |
|                     |               |         |                 |                                                 |  |
|                     |               | Reporte |                 | Pabellón: Pontiac Silverdome, Pontiac, Míchigan |  |

| 31 de enero de 1986 | Detroit Pistons | 103–116 | Atlanta Hawks |                             |  |
|                     |                 |         |               |                             |  |
|                     |                 | Reporte |               | Pabellón: The Omni, Atlanta |  |

| 28 de febrero de 1986 | Atlanta Hawks | 103–115 | Detroit Pistons |                                                 |  |
|                       |               |         |                 |                                                 |  |
|                       |               | Reporte |                 | Pabellón: Pontiac Silverdome, Pontiac, Míchigan |  |

This was the fourth playoff meeting between these two teams, with the Hawks winning two of the first three meetings while in St. Louis.
| 1956 | Fort Wayne Pistons | 3–2 | St. Louis Hawks |                                        |
|      |                    |     |                 |                                        |
|      |                    |     |                 | Pabellón: 1956 Western Division Finals |

| 1958 | Detroit Pistons | 1–4 | St. Louis Hawks |                                        |
|      |                 |     |                 |                                        |
|      |                 |     |                 | Pabellón: 1958 Western Division Finals |

| 1963 | Detroit Pistons | 1–3 | St. Louis Hawks |                                            |
|      |                 |     |                 |                                            |
|      |                 |     |                 | Pabellón: 1963 Western Division Semifinals |

### Western Conference first round

#### (1)Los Angeles Lakersvs. (8)San Antonio Spurs
| April 17                   | San Antonio Spurs                                                         | 88–135                | Los Angeles Lakers                                         | |  |  |
|                            | Parciales: 23–33, 22–34, 31–30, 12–38                                     |                       |                                                            | |  |  |
|                            | Estadísticas Mike Mitchell 24 Mitchell, S. Johnson 4 each Wes Matthews 10 | Boxscore Pts Reb Asts | Estadísticas Byron Scott 24 Kurt Rambis 8 Magic Johnson 18 | Pabellón: The Forum, Inglewood, California Asistencia: 17 505 espectadores Árbitros: Darell Garretson, Bill Oakes |  |  |
| LA Lakers lead series, 1–0 |                                                                           |                       |                                                            | |  |  |
|                            |                                                                           |                       |                                                            | |  |  |

| April 19                   | San Antonio Spurs                                                | 94–122                | Los Angeles Lakers                                                         | |  |  |
|                            | Parciales: 28–27, 21–26, 18–33, 27–36                            |                       |                                                                            | |  |  |
|                            | Estadísticas Wes Matthews 30 David Greenwood 7 Alvin Robertson 8 | Boxscore Pts Reb Asts | Estadísticas Magic Johnson 30 Abdul-Jabbar, Lucas 10 each Magic Johnson 13 | Pabellón: The Forum, Inglewood California Asistencia: 17 505 espectadores Árbitros: Lee Jones, Joe Crawford |  |  |
| LA Lakers lead series, 2–0 |                                                                  |                       |                                                                            | |  |  |
|                            |                                                                  |                       |                                                                            | |  |  |

| April 23                  | Los Angeles Lakers                                                  | 114–94                | San Antonio Spurs                                            | |  |  |
|                           | Parciales: 27–20, 29–28, 28–15, 30–31                               |                       |                                                              | |  |  |
|                           | Estadísticas Kareem Abdul-Jabbar 25 Kurt Rambis 14 Magic Johnson 17 | Boxscore Pts Reb Asts | Estadísticas Wes Matthews 30 Artis Gilmore 11 Wes Matthews 8 | Pabellón: HemisFair Arena, San Antonio, Texas Asistencia: 7918 espectadores Árbitros: Jake O'Donnell, Tommy Nunez Sr. |  |  |
| LA Lakers win series, 3–0 |                                                                     |                       |                                                              | |  |  |
|                           |                                                                     |                       |                                                              | |  |  |

| 26 de octubre de 1985 | Los Angeles Lakers | 121–116 | San Antonio Spurs |                                        |  |
|                       |                    |         |                   |                                        |  |
|                       |                    | Reporte |                   | Pabellón: HemisFair Arena, San Antonio |  |

| 24 de noviembre de 1985 | San Antonio Spurs | 102–118 | Los Angeles Lakers |                                            |  |
|                         |                   |         |                    |                                            |  |
|                         |                   | Reporte |                    | Pabellón: The Forum, Inglewood, California |  |

| 26 de diciembre de 1985 | Los Angeles Lakers | 91–109  | San Antonio Spurs |                                        |  |
|                         |                    |         |                   |                                        |  |
|                         |                    | Reporte |                   | Pabellón: HemisFair Arena, San Antonio |  |

| 21 de marzo de 1986 | Los Angeles Lakers | 117–109 | San Antonio Spurs |                                        |  |
|                     |                    |         |                   |                                        |  |
|                     |                    | Reporte |                   | Pabellón: HemisFair Arena, San Antonio |  |

| 24 de marzo de 1986 | San Antonio Spurs | 102–124 | Los Angeles Lakers |                                            |  |
|                     |                   |         |                    |                                            |  |
|                     |                   | Reporte |                    | Pabellón: The Forum, Inglewood, California |  |

This was the third playoff meeting between these two teams, with the Lakers winning the first two meetings.
| 1982 | Los Angeles Lakers | 4–0 | San Antonio Spurs |                                          |
|      |                    |     |                   |                                          |
|      |                    |     |                   | Pabellón: 1982 Western Conference Finals |

| 1983 | Los Angeles Lakers | 4–2 | San Antonio Spurs |                                          |
|      |                    |     |                   |                                          |
|      |                    |     |                   | Pabellón: 1983 Western Conference Finals |

#### (2)Houston Rocketsvs. (7)Sacramento Kings
| April 17                  | Sacramento Kings                                                | 87–107                | Houston Rockets                                                    | |  |  |
|                           | Parciales: 22–31, 15–24, 25–26, 25–26                           |                       |                                                                    | |  |  |
|                           | Estadísticas Reggie Theus 18 LaSalle Thompson 17 Reggie Theus 4 | Boxscore Pts Reb Asts | Estadísticas Hakeem Olajuwon 29 Hakeem Olajuwon 15 Rodney McCray 7 | Pabellón: The Summit, Houston, Texas Asistencia: 15 101 espectadores Árbitros: Hugh Evans, Tommy Nunez Sr. |  |  |
| Houston leads series, 1–0 |                                                                 |                       |                                                                    | |  |  |
|                           |                                                                 |                       |                                                                    | |  |  |

| April 19                  | Sacramento Kings                                                | 103–111               | Houston Rockets                                                  | |  |  |
|                           | Parciales: 21–34, 23–22, 26–30, 33–25                           |                       |                                                                  | |  |  |
|                           | Estadísticas Reggie Theus 19 LaSalle Thompson 10 Reggie Theus 7 | Boxscore Pts Reb Asts | Estadísticas Robert Reid 29 Ralph Sampson 8 Reid, Sampson 6 each | Pabellón: The Summit, Houston, Texas Asistencia: 16 016 espectadores Árbitros: Mike Mathis, Jess Kersey |  |  |
| Houston leads series, 2–0 |                                                                 |                       |                                                                  | |  |  |
|                           |                                                                 |                       |                                                                  | |  |  |

| April 22                 | Houston Rockets                                                             | 113–98                | Sacramento Kings                                                  | |  |  |
|                          | Parciales: 23–26, 32–25, 32–22, 26–25                                       |                       |                                                                   | |  |  |
|                          | Estadísticas Lloyd, Sampson 25 each Hakeem Olajuwon 13 Lloyd, McCray 7 each | Boxscore Pts Reb Asts | Estadísticas Eddie Johnson 33 three players 8 each Reggie Theus 8 | Pabellón: ARCO Arena I, Sacramento, California Asistencia: 10 333 espectadores Árbitros: Darell Garretson, Paul Mihalak |  |  |
| Houston wins series, 3–0 |                                                                             |                       |                                                                   | |  |  |
|                          |                                                                             |                       |                                                                   | |  |  |

| 31 de octubre de 1985 | Houston Rockets | 116–122 | Sacramento Kings |                                                |  |
|                       |                 |         |                  |                                                |  |
|                       |                 | Reporte |                  | Pabellón: ARCO Arena I, Sacramento, California |  |

| 30 de noviembre de 1985 | Sacramento Kings | 114–131 | Houston Rockets |                               |  |
|                         |                  |         |                 |                               |  |
|                         |                  | Reporte |                 | Pabellón: The Summit, Houston |  |

| 23 de enero de 1986 | Sacramento Kings | 107–124 | Houston Rockets |                               |  |
|                     |                  |         |                 |                               |  |
|                     |                  | Reporte |                 | Pabellón: The Summit, Houston |  |

| 30 de enero de 1986 | Houston Rockets | 111–109 | Sacramento Kings |                                                |  |
|                     |                 |         |                  |                                                |  |
|                     |                 | Reporte |                  | Pabellón: ARCO Arena I, Sacramento, California |  |

| 18 de febrero de 1986 | Houston Rockets | 105–115 | Sacramento Kings |                                                |  |
|                       |                 |         |                  |                                                |  |
|                       |                 | Reporte |                  | Pabellón: ARCO Arena I, Sacramento, California |  |

| 6 de marzo de 1986 | Sacramento Kings | 105–116 | Houston Rockets |                               |  |
|                    |                  |         |                 |                               |  |
|                    |                  | Reporte |                 | Pabellón: The Summit, Houston |  |

This was the second playoff meeting between these two teams, with the Rockets winning the first meeting.
| \| 1981 \| Houston Rockets \| 4–1 \| Kansas City Kings \| \| \| \| \| \| \| \| \| \| \| \| \| Pabellón: 1981 Western Conference Finals \| |                 |     |                   |                                          |
| 1981 | Houston Rockets | 4–1 | Kansas City Kings |                                          |
| |                 |     |                   |                                          |
| |                 |     |                   | Pabellón: 1981 Western Conference Finals |

#### (3)Denver Nuggetsvs. (6)Portland Trail Blazers
| April 18                 | Portland Trail Blazers                                      | 126–133               | Denver Nuggets                                                     | |  |  |
|                          | Parciales: 28–28, 34–38, 33–36, 31–31                       |                       |                                                                    | |  |  |
|                          | Estadísticas Kiki VanDeWeghe 28 Kenny Carr 9 Steve Colter 6 | Boxscore Pts Reb Asts | Estadísticas Calvin Natt 40 Danny Schayes 11 English, Lever 9 each | Pabellón: McNichols Sports Arena, Denver, Colorado Asistencia: 13 209 espectadores Árbitros: Mike Mathis, Jess Kersey |  |  |
| Denver leads series, 1–0 |                                                             |                       |                                                                    | |  |  |
|                          |                                                             |                       |                                                                    | |  |  |

| April 20         | Portland Trail Blazers                                        | 108–106               | Denver Nuggets                                                 | |  |  |
|                  | Parciales: 36–25, 18–21, 26–30, 28–30                         |                       |                                                                | |  |  |
|                  | Estadísticas Kiki VanDeWeghe 36 Kenny Carr 11 Clyde Drexler 8 | Boxscore Pts Reb Asts | Estadísticas Alex English 24 Blair Rasmussen 9 Alex English 10 | Pabellón: McNichols Sports Arena, Denver, Colorado Asistencia: 11 724 espectadores Árbitros: Joe Crawford, Paul Mihalak |  |  |
| Series tied, 1–1 |                                                               |                       |                                                                | |  |  |
|                  |                                                               |                       |                                                                | |  |  |

| April 22                 | Denver Nuggets                                             | 115–104               | Portland Trail Blazers                                        | |  |  |
|                          | Parciales: 23–28, 26–22, 32–21, 34–33                      |                       |                                                               | |  |  |
|                          | Estadísticas Blair Rasmussen 15 Calvin Natt 11 Fat Lever 5 | Boxscore Pts Reb Asts | Estadísticas Kiki VanDeWeghe 24 Kenny Carr 15 Clyde Drexler 7 | Pabellón: Memorial Coliseum, Portland, Oregón Asistencia: 12 666 espectadores Árbitros: Earl Strom, Bill Oakes |  |  |
| Denver leads series, 2–1 |                                                            |                       |                                                               | |  |  |
|                          |                                                            |                       |                                                               | |  |  |

| April 24                | Denver Nuggets                                         | 116–112               | Portland Trail Blazers                                       | |  |  |
|                         | Parciales: 24–33, 28–30, 37–30, 27–19                  |                       |                                                              | |  |  |
|                         | Estadísticas Fat Lever 30 T. R. Dunn 11 Alex English 8 | Boxscore Pts Reb Asts | Estadísticas Kiki VanDeWeghe 18 Kenny Carr 18 Steve Colter 8 | Pabellón: Memorial Coliseum, Portland, Oregón Asistencia: 12 666 espectadores Árbitros: Jack Madden, Hue Hollins |  |  |
| Denver wins series, 3–1 |                                                        |                       |                                                              | |  |  |
|                         |                                                        |                       |                                                              | |  |  |

| 19 de diciembre de 1985 | Portland Trail Blazers | 118–123 | Denver Nuggets |                                                    |  |
|                         |                        |         |                |                                                    |  |
|                         |                        | Reporte |                | Pabellón: McNichols Sports Arena, Denver, Colorado |  |

| 22 de diciembre de 1985 | Denver Nuggets | 114–121 | Portland Trail Blazers |                                               |  |
|                         |                |         |                        |                                               |  |
|                         |                | Reporte |                        | Pabellón: Memorial Coliseum, Portland, Oregón |  |

| 4 de febrero de 1986 | Portland Trail Blazers | 118–119 | Denver Nuggets |                                                    |  |
|                      |                        |         |                |                                                    |  |
|                      |                        | Reporte |                | Pabellón: McNichols Sports Arena, Denver, Colorado |  |

| 24 de febrero de 1986 | Denver Nuggets | 119–113 | Portland Trail Blazers |                                                 |  |
|                       |                |         |                        |                                                 |  |
|                       |                | Reporte |                        | Pabellón: Memorial Coliseum, Portland, Oregón]] |  |

| 1 de abril de 1986 | Denver Nuggets | 110–127 | Portland Trail Blazers |                                               |  |
|                    |                |         |                        |                                               |  |
|                    |                | Reporte |                        | Pabellón: Memorial Coliseum, Portland, Oregón |  |

This was the second playoff meeting between these two teams, with the Trail Blazers winning the first meeting.
| \| 1977 \| Denver Nuggets \| 2–4 \| Portland Trail Blazers \| \| \| \| \| \| \| \| \| \| \| \| \| Pabellón: 1977 Western Conference Semifinals \| |                |     |                        |                                              |
| 1977 | Denver Nuggets | 2–4 | Portland Trail Blazers |                                              |
| |                |     |                        |                                              |
| |                |     |                        | Pabellón: 1977 Western Conference Semifinals |

#### (4)Dallas Mavericksvs. (5)Utah Jazz
| April 18                 | Utah Jazz                                                  | 93–101                | Dallas Mavericks                                               | |  |  |
|                          | Parciales: 25–26, 30–34, 24–25, 14–16                      |                       |                                                                | |  |  |
|                          | Estadísticas Karl Malone 23 Karl Malone 13 Rickey Green 12 | Boxscore Pts Reb Asts | Estadísticas Rolando Blackman 25 Sam Perkins 15 Derek Harper 7 | Pabellón: Reunion Arena, Dallas, Texas Asistencia: 17 007 espectadores Árbitros: Hugh Evans, Tommy Nunez Sr. |  |  |
| Dallas leads series, 1–0 |                                                            |                       |                                                                | |  |  |
|                          |                                                            |                       |                                                                | |  |  |

| April 20                 | Utah Jazz                                                | 106–113               | Dallas Mavericks                                                   | |  |  |
|                          | Parciales: 28–31, 29–32, 28–27, 21–23                    |                       |                                                                    | |  |  |
|                          | Estadísticas Karl Malone 31 Mark Eaton 11 Rickey Green 8 | Boxscore Pts Reb Asts | Estadísticas Mark Aguirre 27 Sam Perkins 10 Aguirre, Harper 5 each | Pabellón: Reunion Arena, Dallas, Texas Asistencia: 17 007 espectadores Árbitros: Ed Rush, Lee Jones |  |  |
| Dallas leads series, 2–0 |                                                          |                       |                                                                    | |  |  |
|                          |                                                          |                       |                                                                    | |  |  |

| April 23                 | Dallas Mavericks                                                  | 98–100                | Utah Jazz                                                   | |  |  |
|                          | Parciales: 23–29, 24–22, 31–25, 20–24                             |                       |                                                             | |  |  |
|                          | Estadísticas James Donaldson 17 James Donaldson 20 Derek Harper 6 | Boxscore Pts Reb Asts | Estadísticas Rickey Green 32 Thurl Bailey 14 Rickey Green 8 | Pabellón: Salt Palace, Salt Lake City, Utah Asistencia: 11 635 espectadores Árbitros: Earl Strom, Hue Hollins |  |  |
| Dallas leads series, 2–1 |                                                                   |                       |                                                             | |  |  |
|                          |                                                                   |                       |                                                             | |  |  |

| April 25                | Dallas Mavericks                                          | 117–113               | Utah Jazz                                                  | |  |  |
|                         | Parciales: 24–29, 31–25, 29–26, 33–33                     |                       |                                                            | |  |  |
|                         | Estadísticas Sam Perkins 29 Sam Perkins 12 Mark Aguirre 8 | Boxscore Pts Reb Asts | Estadísticas Thurl Bailey 24 Mark Eaton 12 Rickey Green 10 | Pabellón: Salt Palace, Salt Lake City, Utah Asistencia: 12 683 espectadores Árbitros: Mike Mathis, Jack Madden |  |  |
| Dallas wins series, 3–1 |                                                           |                       |                                                            | |  |  |
|                         |                                                           |                       |                                                            | |  |  |

| 13 de noviembre de 1985 | Dallas Mavericks | 115–100 | Utah Jazz |                                       |  |
|                         |                  |         |           |                                       |  |
|                         |                  | Reporte |           | Pabellón: Salt Palace, Salt Lake City |  |

| 4 de enero de 1986 | Utah Jazz | 106–119 | Dallas Mavericks |                                 |  |
|                    |           |         |                  |                                 |  |
|                    |           | Reporte |                  | Pabellón: Reunion Arena, Dallas |  |

| 17 de enero de 1986 | Dallas Mavericks | 112–139 | Utah Jazz |                                       |  |
|                     |                  |         |           |                                       |  |
|                     |                  | Reporte |           | Pabellón: Salt Palace, Salt Lake City |  |

| 2 de febrero de 1986 | Utah Jazz | 97–100  | Dallas Mavericks |                                 |  |
|                      |           |         |                  |                                 |  |
|                      |           | Reporte |                  | Pabellón: Reunion Arena, Dallas |  |

| 15 de marzo de 1986 | Utah Jazz | 98–108  | Dallas Mavericks |                                 |  |
|                     |           |         |                  |                                 |  |
|                     |           | Reporte |                  | Pabellón: Reunion Arena, Dallas |  |

| 20 de marzo de 1986 | Dallas Mavericks | 114–107 | Utah Jazz |                                       |  |
|                     |                  |         |           |                                       |  |
|                     |                  | Reporte |           | Pabellón: Salt Palace, Salt Lake City |  |

This was the first playoff meeting between the Mavericks and the Jazz.